# SK Libeň
SK Libeň byl český fotbalový klub z Prahy, který vznikl roku 1903 a zanikl roku 1951 sloučením se Spartou Praha, která se však k výsledkům dosaženým SK Libeň nehlásí a nezapočítává je do svých statistik. SK Libeň byl tradičním účastníkem zejména meziválečných ligových soutěží, hrál 1. ligu sedm ročníků (1925, 1925/26, 1928/29, 1932/33, 1938/39, 1940/41, 1946/47), a to s bilancí 130 zápasů, 23 výher, 13 remíz, 94 proher, skóre 194-494.

## Historické názvy
Zdroj: 
- 1903 – SK Libeň (Sportovní klub Libeň)
- 1948 – ZSJ Sokol Libeň (Závodní sportovní jednota Sokol Libeň)
- 1949 – ZSJ ČKD Sokolovo Libeň (Závodní sportovní jednota Českomoravská-Kolben-Daněk Sokolovo Libeň)
- 1951 – fúze s ZSJ Sokol Bratrství Sparta ⇒ zánik

## Umístění v jednotlivých sezonách
Zdroj: 
Legenda: Z - zápasy, V - výhry, R - remízy, P - porážky, VG - vstřelené góly, OG - obdržené góly, +/- - rozdíl skóre, B - body, červené podbarvení - sestup, zelené podbarvení - postup, fialové podbarvení - reorganizace, změna skupiny či soutěže
| Československo (1925 – 1939)             |                           |                           |                           |                           |                           |                           |                           |                           |                           |                           |                           |
| Sezóny                                   | Liga                      | Úroveň                    | Z                         | V                         | R                         | P                         | VG                        | OG                        | +/-                       | B                         | Pozice                    |
| 1925                                     | Asociační liga            | 1                         | 9                         | 3                         | 1                         | 5                         | 20                        | 32                        | -12                       | 7                         | 7.                        |
| 1925/26                                  | Středočeská 1. liga       | 1                         | 22                        | 5                         | 2                         | 15                        | 40                        | 92                        | -52                       | 12                        | 10.                       |
| ...                                      |                           |                           |                           |                           |                           |                           |                           |                           |                           |                           |                           |
| 1928/29                                  | Středočeská 1. liga       | 1                         | 12                        | 1                         | 1                         | 10                        | 13                        | 50                        | -37                       | 3                         | 7.                        |
| 1929/30                                  | 2. asociační liga         | 2                         | 14                        | 7                         | 2                         | 5                         | 45                        | 29                        | +16                       | 16                        | 3.                        |
| 1930/31                                  | 2. asociační liga         | 2                         | 14                        | 7                         | 3                         | 4                         | 43                        | 36                        | +7                        | 17                        | 4.                        |
| 1931/32                                  | 2. asociační liga         | 2                         | 16                        | 13                        | 2                         | 1                         | 54                        | 23                        | +31                       | 28                        | 1.                        |
| 1932/33                                  | 1. asociační liga         | 1                         | 18                        | 3                         | 2                         | 13                        | 31                        | 68                        | -37                       | 8                         | 9.                        |
| 1933/34                                  | 2. asociační liga         | 2                         | 18                        | 8                         | 0                         | 10                        | 50                        | 45                        | +5                        | 16                        | 7.                        |
| ...                                      |                           |                           |                           |                           |                           |                           |                           |                           |                           |                           |                           |
| 1938/39                                  | Státní liga               | 1                         | 20                        | 3                         | 2                         | 15                        | 31                        | 75                        | -44                       | 8                         | 11.                       |
| Protektorát Čechy a Morava (1939 – 1944) |                           |                           |                           |                           |                           |                           |                           |                           |                           |                           |                           |
| Sezóny                                   | Liga                      | Úroveň                    | Z                         | V                         | R                         | P                         | VG                        | OG                        | +/-                       | B                         | Pozice                    |
| ...                                      |                           |                           |                           |                           |                           |                           |                           |                           |                           |                           |                           |
| 1940/41                                  | Národní liga              | 1                         | 22                        | 5                         | 5                         | 12                        | 32                        | 58                        | -26                       | 15                        | 12.                       |
| ...                                      |                           |                           |                           |                           |                           |                           |                           |                           |                           |                           |                           |
| 1944/45                                  | Fotbalová liga se nehrála | Fotbalová liga se nehrála | Fotbalová liga se nehrála | Fotbalová liga se nehrála | Fotbalová liga se nehrála | Fotbalová liga se nehrála | Fotbalová liga se nehrála | Fotbalová liga se nehrála | Fotbalová liga se nehrála | Fotbalová liga se nehrála | Fotbalová liga se nehrála |
| Československo (1945 – 1947)             |                           |                           |                           |                           |                           |                           |                           |                           |                           |                           |                           |
| Sezóny                                   | Liga                      | Úroveň                    | Z                         | V                         | R                         | P                         | VG                        | OG                        | +/-                       | B                         | Pozice                    |
| ...                                      |                           |                           |                           |                           |                           |                           |                           |                           |                           |                           |                           |
| 1946/47                                  | Státní liga               | 1                         | 26                        | 3                         | 0                         | 23                        | 25                        | 116                       | -91                       | 6                         | 14.                       |